# اس‌اس دومارو
اس‌اس دومارو (به انگلیسی: SS Dumaru) یک کشتی بود که طول آن 268 Feet بود. این کشتی در سال ۱۹۱۸ ساخته شد.